# Ваксина срещу рак
Терминът ваксина против рак се използва често за описване на процеса, при който имунната система на човека бива „убедена“ да разпознава и унищожава раковите клетки, без да засяга здравите клетки.
Този тип ваксина се счита за имунна терапия, тъй като за разлика от профилактичните ваксини (като например ваксината срещу шарка или туберкулоза) ваксината против рак не е продотвратяваща болестта и би трябвало да се наблюдава при употреба в период, когато раковите клетки се развиват.